# Barbora Kašpárková
Barbora Kašpárková (* 4. července 1992 Brno) je česká juniorská basketbalová reprezentantka, účastnice juniorského Mistrovství Evropy v roce 2010.
Hraje na postu pivotky. V současné době působí v českém klubu BK Frisco Brno.
Jde o dceru bývalého fotbalového reprezentanta Karla Kroupy. Jejími staršími bratry jsou Michal (* 1976) a Karel (* 1980). Je neteří mistryně světa v trojskoku Šárky Kašpárkové.